# Az you like...
『az you like...』（アズ・ユー・ライク）は、井口裕香の2作目のアルバム。2016年7月6日発売。発売元はワーナー・ブラザース ホームエンターテイメント。

## 解説
前作『Hafa Adai』以来約2年ぶりとなる2作目のオリジナルアルバム。
井口裕香の"A to Z" をコンセプトにして、井口自身の好きなものや等身大の井口を詰め込んだ作品となっている。タイトルの『az you like...』には、井口の「好き」を押し付けるのではなく、受け取ってくれた人の好きなようにしてほしいし、好きなものを共有したいという"as you like"(お気に召すままに)の意味も込められている。
前作以降に発売された「Hey World」から、「変わらない強さ」まで、シングル3曲を含めた全12曲(うち1曲はインスト)を収録している。
初回限定盤・DVD付通常盤 (CD+DVD) と通常盤 (CD) の2形態で発売されており、初回限定盤・DVD付通常盤にはメイキング映像と企画映像が収録されたDVDが付属している。なお、初回限定盤がなくなり次第、DVD付通常盤に切り替わり、こちらは特製フォトブックと特製トレカが封入されていない仕様となっている。
また、このアルバムを引っさげて、LIVE TOUR 2016 "az you like..."が2016年12月4日から2017年1月13日にかけて計3公演行われた。初回限定盤と通常盤 (初回仕様限定) にはこのライブの先行購入権抽選申込券が封入されている。

## 収録曲
1. shakedown (1:06)
  - 作曲・編曲: 佐々木裕

インスト曲。ホイッスルは井口が吹いている。
2. GREEN ROAD (3:39)
  - 作詞・作曲・編曲: ヒロイズム

アルバムリード曲。"A to Z"の中で"D"＝Drive(ドライブ)を表現した楽曲[1]。
3. Hey World (4:36)
  - 作詞: 松尾潔 / 作曲: 馬飼野康二 / 編曲: 佐々木裕

4thシングル。テレビアニメ『ダンジョンに出会いを求めるのは間違っているだろうか』オープニングテーマ。
こむちゃーと2015 年間ランキング第1位獲得曲。年間首位獲得は嬉しい反面、アシスタントパーソナリティーとして出演している「こむちゃっとカウントダウン」に、アーティストとして評価されることに恐縮の思いも抱いていたという[3]。
4. JOY (4:22)
  - 作詞・作曲: 佐伯youthK / 編曲: 佐々木裕

ライブを意識した楽曲。デモの段階では4つ打ちのクラブミュージック風の楽曲だったが、井口の歌入れ後に曲が変化していった[2]。
5. SUGAR LEISURE (3:56)
  - 作詞・作曲: 渡辺翔 / 編曲: 河田貴央

"A to Z"の中で"A"＝Anniversary(アニバーサリー)を表現した楽曲。誕生日のようにお祝いを限定してしまうような曲ではなく、「なんでもない日、おめでとう！」というようなその場にいる人達と「おめでとう」を楽しめる曲を渡辺翔にリクエストして作られた楽曲である[2]。
6. 三日月 (4:38)
  - 作詞: Shusui / 作曲: Shusui・倉内達矢 / 編曲: 倉内達矢

"A to Z"の中で"C"＝Crescent(三日月)を表現した楽曲。
歌入れしているときに気持ちを入れやすく、アルバムが出来上がったときに“化け”て、すごく好きな曲になったと井口は語っている[2]。
7. リトルチャームファング (4:11)
  - 作詞・作曲: 渡辺翔 / 編曲: 佐々木裕

5thシングル。OVA『ストライク・ザ・ブラッド』オープニングテーマ。
8. ピリオドのない雨 (4:01)
  - 作詞: zopp / 作曲: 増田武史 / 編曲: 前口渉

切なくも激しい大人のラブソング。レコーディングの際に、楽曲の持つ大人っぽさや色っぽさを歌で表現することに苦労したと井口は語っている[1]。
"A to Z"の中で"R"＝Rain(雨)を表現した楽曲。イントロには、井口が好きな雨音が入っている[2]。
9. 変わらない強さ (4:45)
  - 作詞: zopp / 作曲・編曲: toku (GARNiDELiA)

6thシングル。テレビアニメ『ヘヴィーオブジェクト』後期エンディングテーマ。
10. Alf Laylah Party (4:06)
  - 作詞・作曲: Q-MHz / 編曲: Q-MHz・ミト(クラムボン)

"A to Z"の中で"E"＝Ear(耳)を表現した楽曲。ボイスパーカッションなど井口がレコーディングする部分が多く、レコーディング前は躊躇していたという井口だったが、レコーディングが進むにつれて歌えば歌うほど楽しくなっていったと語っている[2]。
11. YOU!!! (4:08)
  - 作詞・作曲: 高橋美佳子(BB) / 編曲: 森 空青(BB)

プライベートでも交流のある声優の高橋美佳子に書き下ろしてもらった楽曲。井口が今作の中で最もおすすめの一曲として選んだ楽曲でもある[1]。
大きな壁にぶつかって自分自身を見つめ直している最中に決まったアルバム制作だったが、この楽曲の歌詞に励まされた井口は思いを吹っ切ることができたという。"A to Z"のコンセプトが決まる前に作られており、アルバム曲の中で最初にレコーディングした楽曲である。その後のアルバム制作の軸ともなった[2]。
12. おやすみなさい (4:48)
  - 作詞: 井口裕香 / 作曲: 鈴木一史・長沢知亜紀 / 編曲: 大久保薫

井口自身が作詞を担当した楽曲。"A to Z"の中で"Z"＝Zzz...(睡眠)を表現した楽曲。
最初は恋愛の歌詞を書いていた井口だったが、小恥ずかしくなり試行錯誤した結果出来上がった歌詞は2～3稿目のもの。井口が飼っている犬のサスケになりきって書いたという裏テーマがある[2]。

## 特典DVD
初回限定盤・DVD付通常盤にのみ付属。
Iguchi Yuka "az you like..." Special Movie
メイキング映像、企画映像を収録している。企画映像では、自動車免許取りたての井口がオープンカーで那須までドライブしている様子のほか、動物と触れ合ったり、ゴーカートに乗ったりと、バラエティ要素が詰まった映像になっている。
TV-SPOT
15秒のTVCFが2パターン収録されている。

## サウンドスタッフ
- All Vocal & Chorus：井口裕香

| shakedown - Whistle：井口裕香 GREEN ROAD - Sound Producer：ヒロイズム - Recording Engineer：星野孝文(Climbers) - Mixing Engineer：松岡健 Hey World - Chorus：川崎里実 - Recording Engineer：松尾真弥(Climbers) - Mixing Engineer：内沼映二(MIXER'S LAB) JOY - Recording Engineer：星野孝文(Climbers) SUGAR LEISURE - Recording Engineer：松尾真弥(Climbers) 三日月 - Chorus：川崎里実 - Recording Engineer：松尾真弥(Climbers) リトルチャームファング - Guitar：清水哲平 - Bass：黒須克彦 - Recording Engineer：松尾真弥(Climbers) | ピリオドのない雨 - Chorus：川崎里実・増田武史 - Recording & Mixing Engineer：中村辰也(PLANET KINGDOM) 変わらない強さ - Guitar：梶原健生 - Violin：日俣綾子 - Sound Producer & Recording Engineer：toku(GARNiDELiA) - Recording Engineer：星野孝文(Climbers) Alf Laylah Party - Guitars：後藤貴徳 - Bass：ミト(クラムボン) - Recording Engineer：三原典子(Peak A Soul+) - Mixing Engineer：白井康裕 YOU!!! - Guitar：森 空青 - Bass：村田悟郎 - Drums：鈴木邦明 - Keyboard：清野雄翔 - Recording Engineer：星野孝文(Climbers)・鹿間朋之 おやすみなさい - Acoustic Guitar：今泉洋 - Recording Engineer：星野孝文(Climbers) |